# Denise Burton
Denise Burton (* 24. Januar 1956) ist eine ehemalige britische Radrennfahrerin.
1976 wurde Denise Burton britische Meisterin im Straßenrennen, vor ihrer Mutter, der mehrfachen Weltmeisterin Beryl Burton. Laut einer Anekdote soll sich Beryl Burton bei dem Gewinn der britischen Meisterschaft durch ihre Tochter geweigert haben, dieser zur Gratulation die Hand zu schütteln. Dreimal wurde Denise Burton Vize-Meisterin, 1973 hinter ihrer Mutter. 1975 und 1976 wurde sie zudem britische Meisterin in der Einerverfolgung.
Bei den UCI-Bahn-Weltmeisterschaften 1975 wurde Denise Burton Dritte in der Einerverfolgung. 1985 belegte sie bei der Tour de l’Aude Cycliste Féminin in der Gesamtwertung Rang zwei.
1982 stellten Tochter und Mutter gemeinsam auf dem Tandem einen neuen britischen Rekord über zehn Meilen auf (21 Minuten, 25 Sekunden).